# Скуби-Ду: Франкен-монстр
«Скуби-Ду: Франкен-монстр» (англ. Scooby-Doo! Frankencreepy) — двадцать второй полнометражный мультфильм из серии мультфильмов о Скуби-Ду. В этой части вернулись некоторые отрицательные персонажи из шоу «Скуби-Ду, где ты!». В России мультфильм вышел-транслировался в июне 2019 года на канале Boomerang в дубляже от студии Пифагор.

## Сюжет
Мультфильм начинается с видеоблога Дафны, в котором она вспоминает некоторые предыдущие дела команды Скуби-Ду: Зелёные Призраки, оказавшиеся двумя аферистами, Железная Маска, оказавшаяся женщиной-преступником, африканский зомби Мамба-Вамба и призрак пирата Красной Бороды. В этот момент Велме и остальным членам команды звонит адвокат семьи Динкли Катберт Кроули и вызывает её в свой офис. Там он рассказывает, что Велма является единственной наследницей барона Фон Динкенштейн. Ей, как самому молодому члену семьи Динкли, достаётся замок барона в Трансильвании (поселении этнических трансильванцев в США). В придачу, на поместье висит родовое проклятие: кто приблизится к замку — потеряет всё что ему дорого. Велма говорит, что не хочет иметь ничего общего со своим родственником и уходит вместе с Шэгги, Фредом, Дафной и Скуби-Ду. Когда они выходят из офиса на улицу, кто-то взрывает Фургончик Тайн (машину команды Скуби-Ду) и оставляет предупреждение ни в коем случае не ехать в Трансильванию. Фред горячо переживает потерю любимой машины и призывает остальных разгадать эту тайну.
Поскольку команда потеряла машину, ей приходится добираться в Трансильванию на ночном экспрессе. В поезде Велма рассказывает, что её предки эмигрировали в США из Германии и носили фамилию фон Динкенштейн, которую позже изменили на американскую «Динкли». Один из них был безумным учёным, пытавшимся создать монстра: это вдохновило писательницу Мэри Шелли на создание романа «Франкенштейн, или Современный Прометей». Слава от книги преследовала родственников Велмы и стала причиной, по которой сама Велма помешана на расследовании тайн и доказательств, что сверхъестественного не существует. Внезапно, поезд ускоряет свой ход и на резком повороте часть вагонов падает в пропасть, а в кабине машиниста находится тот самый таинственный человек в железной маске, уничтоживший Фургончик Тайн. Команда спасает монстров-пассажиров поезда, отцепившись от вагона машиниста уже возле города. Вагон врезается в башню с городскими часами и взрывается. Местные представители власти, бургомистр и инспектор Кранч узнают в Велме потомка фон Динкенштейна и собираются выдворить команду из Трансильвании. Вовремя подоспевший горбун Яго, слуга фон Динкештейнов, увозит Велму и остальных на повозке. Яго рассказывает, что барон Бэзил фон Динкенштейн занимался вивисекцией — он похищал трупы с кладбища для животных и сшивал их части тел, затем при помощи электричества хотел оживить своё Создание. Жители города, узнав о жутких делах барона, загнали его вместе с чудовищем на мельницу и подожгли её. Чудовище было уничтожено, а лицо барона обезображено, с тех пор он носил железную маску.
Прибыв в замок, команда знакомится с домоправительницей миссис Вандерс. В лаборатории замка они находят замороженного монстра, которого смог вытащить из огня барон. Велма пытается провести эксперимент барона по оживлению чудовища и доказать себе, что рассказы о монстре это лишь выдумки местных. Однако, всё выходит наоборот — оживший монстр нападает на бургомистра, инспектора и других жителей города. Вскоре проклятие барона начинает действовать, и команда сыщиков теряет всё, что им было дорого. Дафна толстеет, Фред переживает из-за потери фургончика, Велма становится одержимой, а Скуби-Ду и Шэгги отказываются от еды и добровольно отправляются на поиски сбежавшего чудовища. Первой от проклятия оправляется Дафна, в одежду которой был встроен надувной костюм, из-за которого она казалась толстой; затем Шэгги и Скуби-Ду захотели есть, Велма освободилась из-под гипноза миссис Вандерс, а Фред раскрасил повозку Яго под Фургончик Тайн. Всем им удаётся сбежать из замка, который затем подрывается из-за природного газа, находящегося в пещерах под ним, и оставленных факелов местных жителей.
Спустя некоторое время, Скуби-Ду и его друзья поодиночке ловят бургомистра, инспектора Кранча, миссис Вандерс и цыганку, продавшую костюм Дафне. Первый оказывается магнатом по имени Магнус (он же призрак «Красная Борода»), второй адвокатом Кроули (он же Катберт Крул, один из «Зелёных Призраков»), третья «Мамашей» Мионе (она же «Железная Маска»), а четвёртая начинающей певицей Лайлой (была замешана в деле о зомби Мамбы-Вамбы). Все четверо отсидели в тюрьме за преступления, раскрытые Скуби-Ду, Шэгги, Фредом, Велмой и Дафной, и желали им отомстить, но в очередной раз оказались за решёткой. В то же время, под личиной Яго скрывался федеральный агент Шмидлип, который арестовывает преступников.
В конце фильма, Велма продаёт городу права на добычу природного газа на месте поместья Динкенштейнов, а Министерство Обороны США дарит команде новый Фургончик Тайн.

## Роли озвучивали
| Актёр            | Роль                                         |
| ---------------- | -------------------------------------------- |
| Фрэнк Уэлкер     | Фред Джонс / Скуби-Ду                        |
| Мэттью Лиллард   | Шэгги Роджерс                                |
| Минди Кон        | Велма Динкли                                 |
| Грей ДеЛайл      | Дафна Блейк                                  |
| Кори Бёртон      | барон Бэзил Фон Динкенштейн / Призрак Барона |
| Джефф Беннетт    | Яго / агент Шмидлип                          |
| Ди Брэдли Бейкер | Си Эл Магнус / бургомистр                    |
| Кэнди Майло      | Лайла / цыганка                              |
| Дидрих Бадер     | миссис Вандерс                               |
| Фред Татаскиоре  | Франкен-монстр                               |
| Эрик Бауза       | Дафанатик / рок-чувак                        |

## Русский дубляж
| Актёр               | Роль                                                          |
| ------------------- | ------------------------------------------------------------- |
| Никита Прозоровский | Скуби-Ду / Шэгги Роджерс                                      |
| Нина Тобилевич      | Велма Динкли                                                  |
| Ольга Голованова    | Дафна Блейк                                                   |
| Сергей Быстрицкий   | Фред Джонс                                                    |
| Мария Овчинникова   | миссис Вандерс                                                |
| Олег Вирозуб        | Яго / агент Шмидлип                                           |
| Денис Беспалый      | барон Бэзил Фон Динкенштейн / Катберт Дрожь / Инспектор Кранч |
| Дмитрий Филимонов   | Си Эл Магнус                                                  |
| Ольга Шорохова      | Лайла / цыганка                                               |
| Андрей Казанцев     | Рокер                                                         |